# Romain Lauga
Pour les articles homonymes, voir Lauga.
Pas d'image ? Cliquez ici

a Compétitions nationales et continentales officielles uniquement.

Dernière mise à jour le 14 février 2019.
Romain Lauga, né le 19 mai 1982 à Créteil, est un joueur de rugby à XV évoluant au poste de talonneur (1,72 m pour 94 kg).

## Clubs successifs
- Rugby olympique yerrois (Yerres)
- Paris université club
- RC Massy
- Stade français Paris
- 2003-2005 : SU Agen
- 2005-2011 : Stade montois
- 2011-2012 : Union Bordeaux Bègles
- 2012-2015 : US Montauban

## Palmarès
- International -19 ans : vice-champion du monde 2001 au Chili, face à la Nouvelle-Zélande (remplace Benjamin Rioux à la 39°).
- International universitaire : 1 sélection en 2004-2005 (Angleterre U).

## Entraîneur
| Saison      | Club           | Division | Poste  | Classement | Coupe d'Europe | Challenge européen |
| ----------- | -------------- | -------- | ------ | ---------- | -------------- | ------------------ |
| 2020 - 2021 | Provence rugby | Pro D2   | Avants | 13e        | -              | -                  |